# Johann Georg Albrechtsberger
Johann Georg Albrechtsberger (Klosterneuburg, 3 febbraio 1736 – Vienna, 7 marzo 1809) è stato un compositore, organista e teorico musicale austriaco.

## Biografia
Albrechtsberger nacque a Klosterneuburg, vicino a Vienna. Già da bambino, mentre cantava nel coro del convento degli Augustiniani, iniziò lo studio di contrappunto, armonia e organo con l'organista di corte, Georg Matthias Monn (Klosterneuburg, 9 aprile 1717 - Vienna, 3 ottobre 1750). Dal 1749 studiò all'Abbazia di Melk e dal 1754 in un seminario di Gesuiti a Vienna, dove studiò anche filosofia. Fra i suoi compagni di studi vi furono Michael Haydn e Franz Joseph Aumann. Dopo essere stato ingaggiato come organista a Raab nel 1755 e a Maria Taferl nel 1757, venne nominato Thurnermeister nell'Abbazia di Melk, dove rimarrà dal 1759 al 1765, anno in cui si stabilì a Vienna, con vari incarichi come organista. Nel 1772 divenne Secondo organista alla corte di Vienna, nel 1791 Assistente del Kapellmeister nella cattedrale di Santo Stefano (Duomo) a Vienna, posizione precedentemente occupata da W. A. Mozart e nel 1792 fu promosso a Primo organista e Kapellmeister del Duomo di Vienna, come successore di Leopold Hofmann, posizione che tenne fino alla morte..
Godette di grande stima e fama, tanto che Mozart considerava l'abilità di Albrechtsberger sull'organo come il termine di paragone sul quale dovevano essere giudicati gli altri organisti. Quando Ludwig van Beethoven, che era arrivato a Vienna nel 1792 per studiare con Haydn, mostrò di inalberarsi velocemente quando il suo lavoro non veniva corretto o pensava non gli fosse stata data la giusta attenzione, Haydn gli raccomandò il suo amico Albrechtsberger, con il quale Beethoven studiò armonia e contrappunto. Sembra che nessuno dei due rimanesse particolarmente soddisfatto di questo rapporto: secondo Albrechtsberger, Beethoven non avrebbe mai "fatto qualcosa di accurato", mentre Beethoven trovava in Albrechtsberger solo l'arte di sviluppare e "creare l'ossatura musicale". Al termine dei suoi studi, il giovane studente concluse "Pazienza, diligenza, persistenza e sincerità condurranno al successo," il che riflette la personale filosofia compositiva di Albrechtsberger. Tra gli studenti che la fama di grande teorico ed insegnante gli portò ad avere, alcuni dei quali divennero in seguito eminenti musicisti, sono da ricordare Johann Nepomuk Hummel, Ignaz Moscheles, Joseph Weigl, Ludwig-Wilhelm Tepper de Ferguson (1768 – dopo il 1824), Antonio Casimir Cartellieri, Anton Reicha, Ferdinand Ries, Carl Czerny e Franz Xaver Wolfgang Mozart. 
Quando Beethoven smise di studiare con Albrechtsberger decise di "ottenere alcuni suggerimenti e consigli in più", per così dire, da Haydn. Da allora Beethoven studiò probabilmente con Antonio Salieri, ma ciò non è dato per certo. Può darsi anche che Beethoven se ne fosse andato altrove per guadagnarsi da vivere, e solo in seguito fosse ritornato dopo essersi assicurato una carriera stabile.
Per valutare l'impatto didattico di Albrechtsberger va considerato il filo che lega il suo insegnamento a quello del suo allievo Reicha, che divenne il primo Professore di Fuga e Contrappunto al Conservatorio di Parigi, dal 1818 fino alla morte nel 1836, e che a sua volta raggiunse un ampio pubblico, attraverso il proprio insegnamento e gli scritti teorici, che costituirono un riferimento standard al Conservatorio per la maggior parte del XIX secolo. Questi stessi scritti influenzeranno anche il mondo musicale di lingua tedesca, attraverso la traduzione che ne fu fatta da Czerny.
Albrechtsberger morì a Vienna e la sua tomba è situata nel Cimitero di St. Marx.

## Stile
La maestria nel contrappunto dimostrata nelle sue 240 fughe giustifica ampiamente la fama che Albrechtsberger ebbe come compositore e insegnante. Pubblicò un'enorme quantità di fughe e preludi, in molti casi per organo o clavicembalo, lasciando oltre 278 lavori per tastiera che mostrano la sua abilità tecnica.
Per quanto riguarda la musica da camera, in cui si mostrò ugualmente prolifico, Albrechtsberger ha basato molte delle sue composizioni strumentali sulla Sonata da chiesa del periodo barocco, con il suo contenuto di contrappunto. Le sue composizioni e la difesa dello stile contrappuntistico esercitarono una forte influenza su quella fusione fra lo stile severo e lo stile galante che caratterizza molta della musica del periodo classico viennese. Una parte di questa influenza è visibile nei maggiori passaggi fugati dell'ultimo Mozart (come nella Jupiter ed il Requiem) ed in Beethoven (come nella Sonata per pianoforte n.29 op.106. Fra le sue composizioni, quasi tutte esistenti solo su manoscritto e conservate alla biblioteca della Gesellschaft der Musikfreunde di Vienna, ci sono 300 lavori sacri, che includono oratori e cantate, e più di 450 brani strumentali, includendo sinfonie, sonate da camera, divertimenti e fughe per l'organo.
Mentre le sue quattro sinfonie sono state dimenticate, tra i suoi lavori da ricordare ci sono i concerti per arpa e per organo. Molto particolari anche gli almeno sette concerti per Scacciapensieri (che sono stati eseguiti anche con la tromba) che scrisse intorno al 1765 (tre dei quali sono tuttora in buone condizioni e si trovano alla Biblioteca nazionale Széchényi di Budapest). Si tratta di lavori nello stile galante, graziosi e ben scritti.
Altri suoi lavori degni di nota sono il Concerto per trombone contralto e orchestra in Si bemolle maggiore, che data l’esiguità del repertorio del trombone nel periodo classico è spesso eseguito dai trombonisti, il Concerto con Tromba e archi, il Concertino a 5 per Tromba e Concerto per Mandola, Op. 27, recensito positivamente nel libro del 1914 The Guitar and Mandolin ('La chitarra e il mandolino').

## Teoria musicale
L’impressione è che probabilmente il contributo più importante che Albrechtsberger abbia dato alla musica è nei suoi lavori teorici. Nel 1790 egli pubblicò a Lipsia un trattato sulla composizione, del quale apparve una terza edizione, postuma, nel 1821. Si tratta di un lavoro accessibile, scritto in modo chiaro, dove viene formulata la teoria musicale del diciottesimo secolo.  Una collezione dei suoi scritti sull'armonia, in tre volumi, fu pubblicata a cura del suo alunno Ignaz von Seyfried (1776–1841) nel 1826. Ne fu pubblicata una versione inglese dalla Novello nel 1855.
In ultima analisi, si può dire che il suo stile compositivo deriva dal contrappunto di Johann Joseph Fux, Kapellmeister al Duomo di Vienna dal 1713 al 1741, una posizione che Albrechtsberger avrebbe occupato 52 anni più tardi.

## Opere
Le principali composizioni di Albrechtsberger sono:
- 26 Messe;
- 3 Requiem;
- 16 Magnificat;
- 6 oratori;
- 42 offertori;
- 48 graduali;
- 25 antifone mariane;
- 21 salmi;
- 4 Sinfonie;
- 1 Concerto per organo e orchestra;
- 1 Concerto per cembalo e orchestra;
- 1 Concerto per arpa e orchestra;
- 1 Concerto per trombone e orchestra;
- 2 Concerti per scacciapensieri e orchestra (Concerto in E major e Concerto in F major);
- 1 Concerto per mandola e orchestra.

Le composizioni da chiesa comprendono in tutto circa 285 opere. Ad esse si aggiungono svariati trii, quartetti e quintetti, nonché 278 brani per tastiere (preludi, fughe, versetti).